# Kirche Beggerow

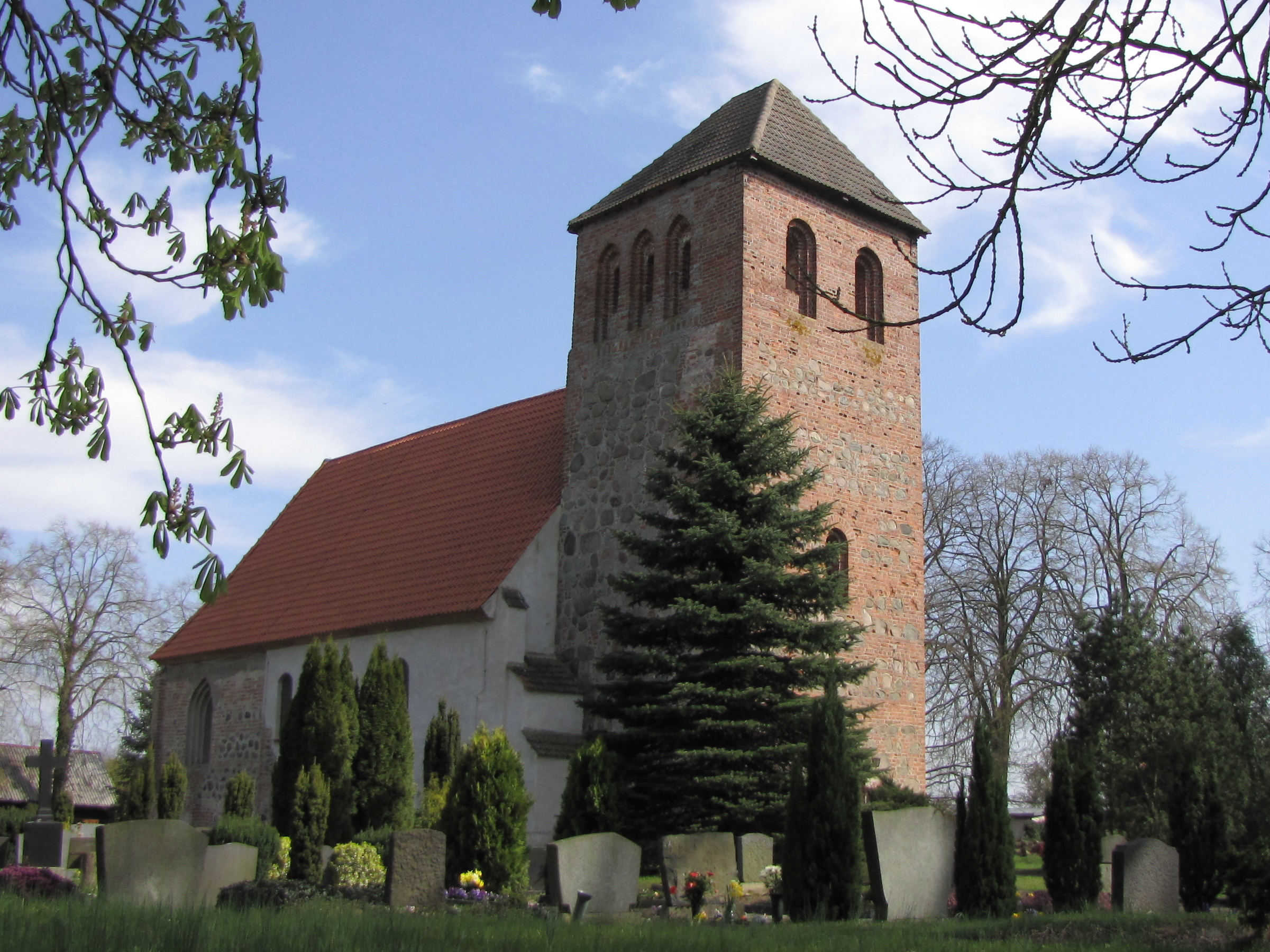
Kirche von Nordwesten

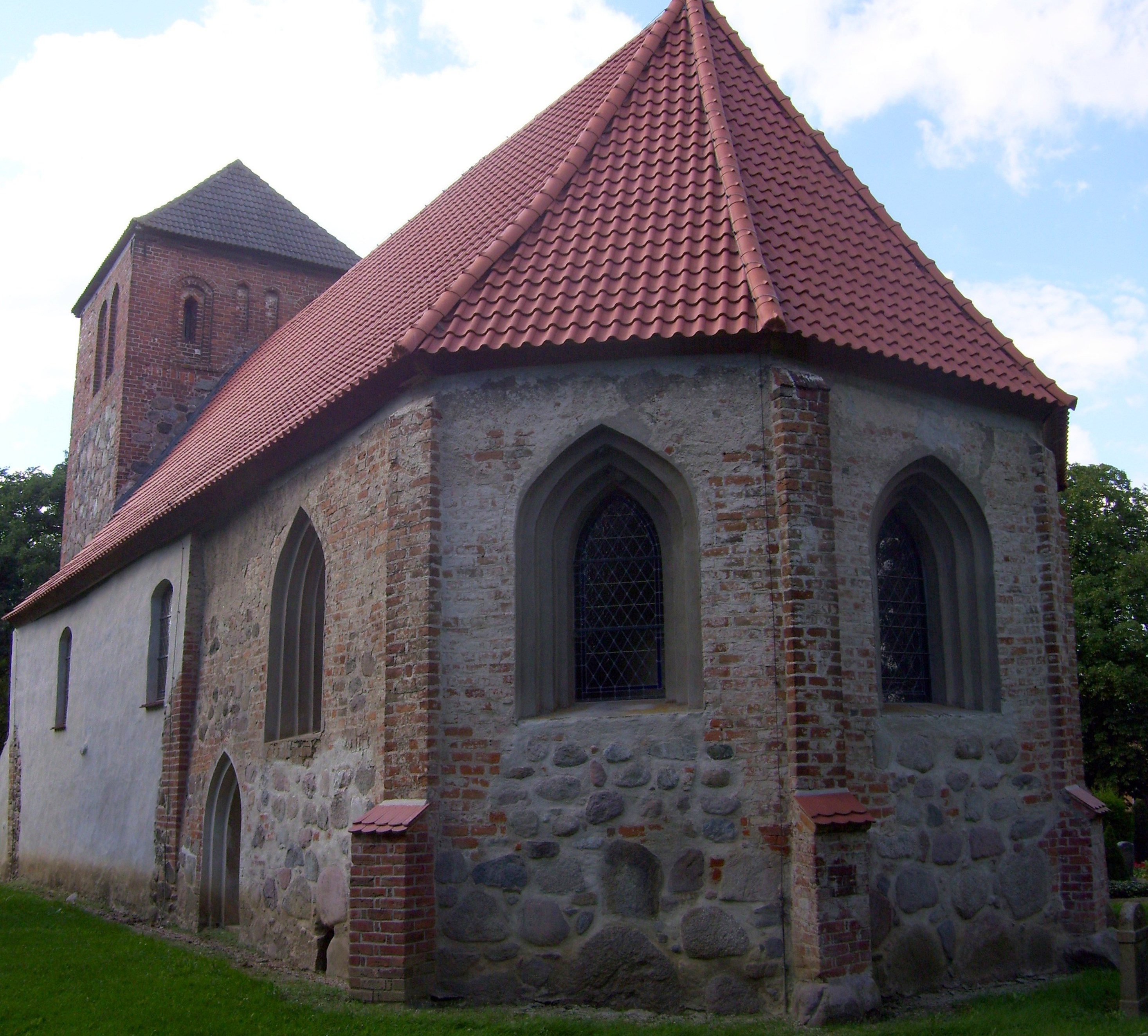
Kirche von Südosten

Die Kirche Beggerow ist in ihrem Kern ein gotisches Kirchengebäude in der pommerschen Gemeinde Beggerow.
Die evangelische Kirchgemeinde gehört seit 2012 der Propstei Demmin im Pommerschen Evangelischen Kirchenkreis der Evangelisch-Lutherischen Kirche in Norddeutschlandan. Vorher gehörte sie zum Kirchenkreis Demmin der Pommerschen Evangelischen Kirche.

## Architektur
Die Kirche wurde aus Feldstein und Backstein errichtet. Das Kirchenschiff ist innen flach gedeckt. Der dreiseitig geschlossene Chor ist innen vom Kirchenschiff – ein nachträglich mit Mauerwerk ummantelter Fachwerkbau von 1412 – nur wenig abgesetzt. Außen am Chor von 1438 befinden sich flache Strebevorlagen. Pfeiler und Wandflächen des Chors sind bodennah aus Feldstein, weiter oben zunehmend und die flachen Pfeiler ganz aus Backstein. Am Schiff wurden nachträglich Strebepfeiler angesetzt. Im Westen steht ein Kirchturm mit Pyramidendach. Der Turm wurde im Dreißigjährigen Krieg zerstört und erst 1737 – hundert Jahre später – wieder aufgebaut.

## Ausstattung
Zur Innenausstattung gehört eine Kanzel mit reichem Schnitzwerk am Korb. Die restliche Einrichtung wurde 1885 hinzugefügt. Die Kirche verfügt über eine noch aus der Reformationszeit stammende Glocke.
Die einmanualige Orgel mit neun Registern von Barnim Grüneberg aus Stettin mit der Opuszahl 257 stammt aus dem Jahre 1884.
In den Jahren 1930 und 1962 folgten größere Restaurierungen.